# Vollenhovia piroskae
Vollenhovia piroskae es una especie de hormiga del género Vollenhovia, tribu Crematogastrini, familia Formicidae. Fue descrita científicamente por Forel en 1912.
Se distribuye por Seychelles. Se ha encontrado a elevaciones de hasta 445 metros. Habita en la hojarasca, en madera podrida, tocones y el forraje.